# Wilhelm Volz (Geograph)
Wilhelm Theodor August Hermann Volz (* 11. August 1870 in Halle; † 14. Januar 1958 in Markkleeberg) war ein deutscher Geograph und Geologe.

## Leben
Volz war der Sohn eines Gymnasialdirektors und studierte ab 1890 Geographie, Ethnologie und Geologie in Leipzig, Berlin und Breslau. An der Universität Breslau war er Assistent am Geologischen Institut und wurde 1895 promoviert (Die Korallenfauna der Schichten von St. Cassian in Südtirol) und 1899 in Geologie habilitiert (Beiträge zur geologischen Kenntnis von Nord-Sumatra).
1902 heiratete Volz die jüdische Industriellentochter Anna Kauffmann. Mit ihr hatte er fünf Kinder (Peter, Joachim, Hildegard, Dietrich und Christine).
Er unternahm drei Forschungsreisen in Südostasien (Sumatra, Borneo, Java) zwischen 1897 und 1906, darunter eine mehrjährige Expedition nach Nord-Sumatra im Auftrage der Alexander-von-Humboldt-Stiftung der Königlich Preussischen Akademie der Wissenschaften zu Berlin in den Jahren 1904–1906. Im Jahr 1904 beschrieb er erstmals die von ihm nach Fritz Frech benannte ausgestorbene Korallenart Lonsdaleia Frechi VOLZ, 1904, die später in Wentzelloides Frechi (VOLZ, 1904) umbenannt wurde. 1915 erhielt wiederum eine in Südchina entdeckte ausgestorbene Korallenart aus dem Perm Volz' Namen. Sie trägt heute die Bezeichnung Wentzellophyllum volzi (YABE & HAYASAKA, 1915).
Die Zeit des Ersten Weltkriegs verbrachte er als Reserveoffizier an der Ostfront (1914), als Kompanieführer eines Landsturmbataillons im Osten Oberschlesiens zur Grenzbewachung (1915–1916) sowie als Leiter der Spionage-Abwehrstelle Abt. I a in Breslau (1916–1917).
Er war Universitätsprofessor für Geographie in Erlangen (ab 1908), Breslau (ab 1918) und Leipzig (ab 1922).
1921 ernannte ihn die Universität Oxford zum Mitglied der „Geographical Association“. 1925 wurde er ordentliches Mitglied der Sächsischen Akademie der Wissenschaften. Als Lehrstuhlinhaber für Geographie in Leipzig betreute Volz bis zu 500 Studenten und etwa 70 Doktoranden. Das Leipziger Geographie-Institut war somit das zweitgrößte im Deutschen Reich.
Wilhelm Volz’ akademische Arbeit lässt sich in drei unterschiedliche Perioden einteilen. Die erste reicht von 1894 bis 1916, bei der er sich der Geologie, Geographie und Anthropologie Südostasiens widmete. In der zweiten Phase beschäftigte er sich von ca. 1919 bis 1935 zum einen mit der regionalen Geographie in Oberschlesien mit besonderer Betrachtung von Grenzziehung und Bevölkerung, zum anderen der gesamtdeutschen Bevölkerungs- und Wirtschaftsgeographie. Die dritte Periode überlappt mit der zweiten. Sie reicht von ca. 1922 bis zu seinem Tode. Hier bestand sein Forschungsschwerpunkt in der theoretischen Geographie sowie der physikalischen Anthropologie.
Zwischen 1926 und 1931 war er der Geschäftsführer der Stiftung für deutsche Volks- und Kulturbodenforschung in Leipzig.
Er war Mitglied in der konservativen Deutschnationalen Volkspartei (DNVP) von 1923 bis 1928.
Im November 1933 unterzeichnete er das Bekenntnis der deutschen Professoren zu Adolf Hitler.
Nach Ende des Zweiten Weltkriegs wurde die u. a. von ihm und Karl Schmeißer herausgegebene Schrift Oberschlesien und der Genfer Schiedsspruch : Osteuropa-Institut in Breslau (Berlin 1925) in der Sowjetischen Besatzungszone auf die Liste der auszusondernden Literatur gesetzt.

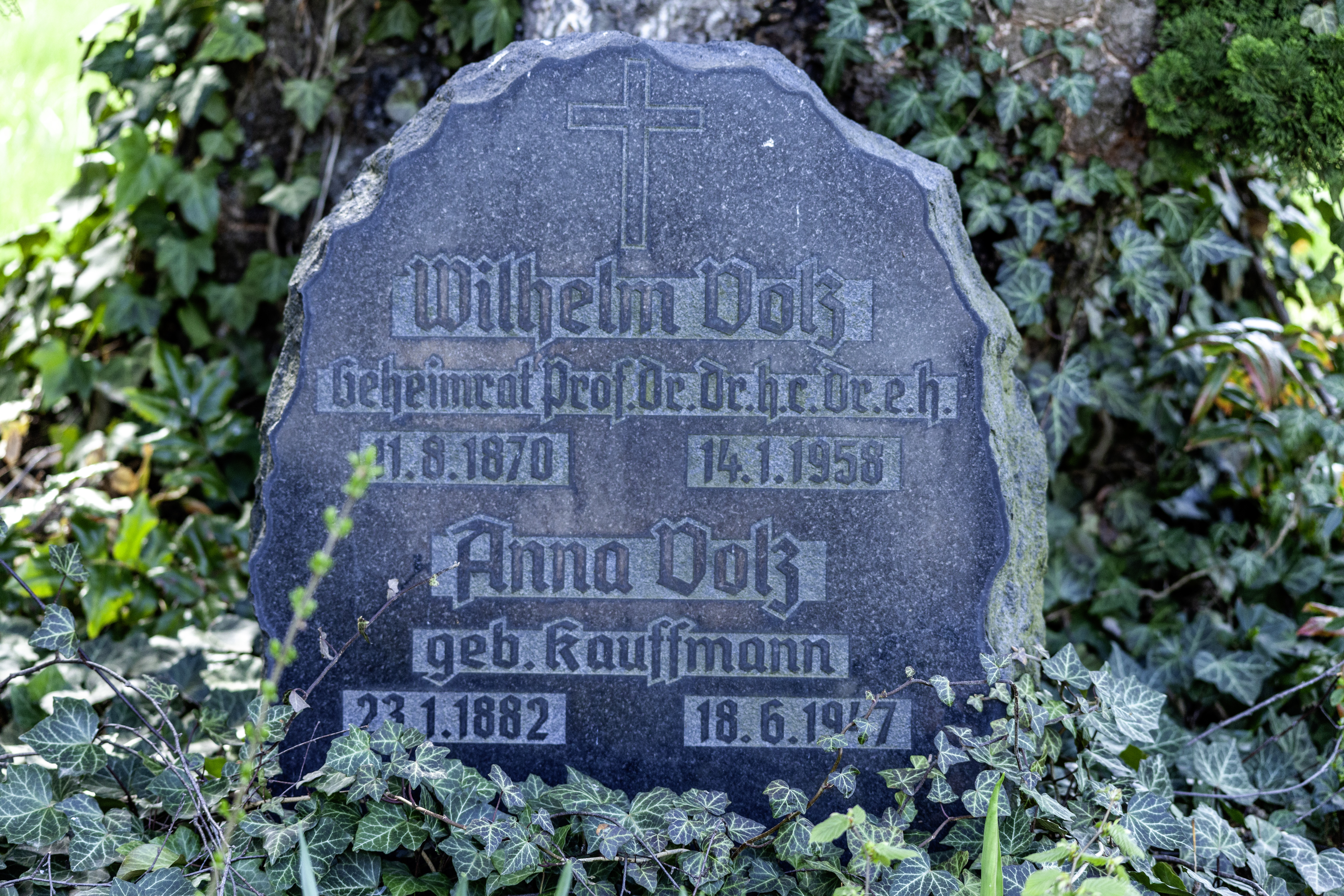
Grabstein von Wilhelm Volz auf dem Lissener Friedhof

Volz hatte den Titel eines Geheimrates inne.
Er wurde auf dem Friedhof von Lissen beigesetzt.

## Schriften
- Nord-Sumatra, 2 Bände, 1909, 1912
- Zwei Jahrtausende Oberschlesien in acht Karten dargestellt, 1920
- Im Dämmer des Rimba, 1921, 1929, 1948
- Die wirtschaftsgeographischen Grundlagen der oberschlesischen Frage, 1921 (auch ins Französische, Italienische, Spanische, Englische, Dänische und Schwedische übersetzt)
- Die völkische Struktur Oberschlesiens. In drei Karten, 1921
- Besiedlungskarte von Oberschlesien, 1922
- Die ostdeutsche Wirtschaft, 1930
- Die Besitznahme der Erde durch das Menschengeschlecht, 1942